# Jean-Joseph Thoulouze
Jean-Joseph Thoulouze est un homme politique français né le 4 mars 1754 à Chandolas (Vivarais) et mort le 11 août 1822 au même lieu.

## Biographie
Jean-Joseph Thoulouze naît le 4 mars 1754 à Chandolas et est baptisé le même jour. Il est le fils de Paul Thoulouze, notaire et lieutenant de juge, et de son épouse, Thérèse Berard.
Avocat, il est procureur syndic du district de la Tanargue et député de l'Ardèche à la Convention. Élu comme suppléant, il est admis à siéger le 29 juillet 1793.
Il meurt le 11 août 1822 à Chandolas.